# 고전기 그리스

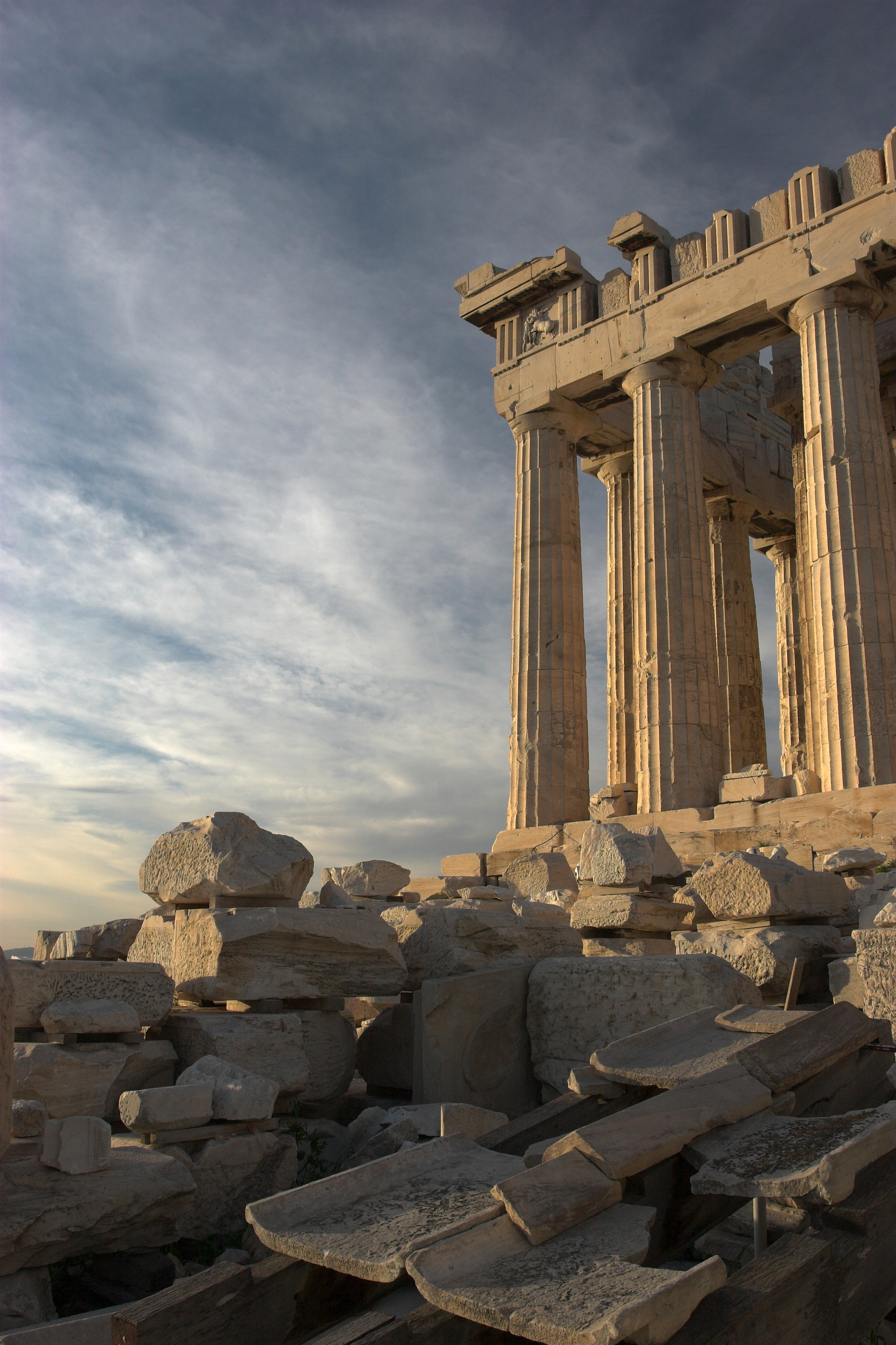
아테나이의 파르테논 신전. 아테나 여신에 봉헌되었다.

고전기 그리스는 매우 발전된 문명으로서, 고대 로마와 서구 세계 전반에 심대한 영향을 끼쳤다. 현대 정치, 예술 사상, 과학 사상, 문학, 철학의 상당 부분이 그리스 고전기에서 유래하였다. 고대 그리스의 예술, 건축, 문화의 측면에서 고전기란 기원전 6세기 대부분, 5세기, 4세기의 시대를 이른다. (일반적으로 기원전 510년에 아테나이의 마지막 참주가 몰락한 시대부터 알렉산드로스 대왕이 죽은 기원전 323년까지의 시대로 잡는다.)

## 기원전 5세기

### 클레이스테네스
클레이스테네스의 개혁의 목표는 종전의 혈연적, 지연적 유대관계나 경제적 이해관계를 배제하고, 아테나이의 전시민에게 평등한 참정권을 부여하는 것이다.
이를 위해 그는 우선 새로운 행정구역을 마련하였다. 노예와 외국인 및 여성을 제외한 모든 구민을 등록케 하고, 등록된 구민에게는 핏줄이나 재산 또는 직업에 관계없이 동등한 참정권을 부여하였다. 아티케를 3개의 지역집단으로 구성하고 각 집단 내의 행정구를 몇 개씩 묶어 10개의 중간행정구역으로 조직한 다음, 각 지역집단으로부터 1개의 중간행정구역, 즉 3개의 중간행정구역으로서 하나의 행정부족으로 구성케 되었으며, 그 결과 아테나이는 전체로 10개의 행정부족으로 구성되었다.
20세 이상의 시민권을 가진 성년남자로 구성되는 민회는 500인회의 제안을 토의하여 채택 여부를 결정하고, 사법권은 500인회와 동일한 선출방식으로 구성되는 시민법원이 보유하였다. 귀족정치의 유제인 집정관과 아레이오파고스 회의가 그대로 존속하고, 집정관은 보수가 없었기 때문에 여전히 부유한 상위 두 계층에서 선출되었으나 그 권한은 점차 축소 되었다. 유명한 도편 추방 제도는 참주가 될 위험이 있는 인물의 이름을 도편(도자기 파편)에 적게하여 그 수가 6000개이상에 달하면 해당인물을 아테나이에서 국외로 10년동안 추방하는 것으로 민주정치를 보완하는 것이었다.

### 그리스-페르시아 전쟁
폴리스들은 서로가 반목을 하고 있었으므로 소아시아의 강대국인 뤼디아가 페르시아에게 굴복하는 것은 쉬운 일이었다. 페르시아는 그리스 본토를 노렸으나, 페르시아의 지배를 받거나, 그들의 후원을 받는 참주지배하의 이오니아 식민시들의 반란으로 본토 진출을 주춤하였다.
그러나 기원전 490년 다리우스 1세의 페르시아군은 마라톤에 쳐들어왔다. 아테나이와 적대적인 테바이와 같은 폴리스들은 이를 이용하려 하였고, 스파르타는 구원병을 보내준다는 약속을 지키지 않았다. 그러나 밀티아데스의 선전으로 아테나이는 승리하게 된다. 가죽을 사용한 갑옷등이 등장하고 가벼운 헬멧의 사용으로 농촌이나 도시의 중산층에서도 전쟁에 참여할 수 있게 됐다. 마라톤의 승리에서는 '달리는 중장보병'의 역할이 컸다.
기원전 480년, 크세르크세스 1세는 다시 침입하였다. 적과 내통하는 자로 인해서 큰 타격을 입기도 하지만 살라미스 해전에서 아테나이는 대승을 거둔다. 다음해 페르시아군은 아테나이와 스파르타를 이간시키고 재차 아티케를 점령하여 아테나이시를 완전히 파괴하였다. 이에 스파르타도 많은 구원병을 파견하고 각 폴리스들이 힘을 합쳐서 페르시아를 대파함으로 그리스는 승리를 얻게 된다.
페르시아 전쟁은 동방의 전제정치에 대한 폴리스의 자유적 승리를 뜻한다. 그리스의 승리는 유럽 역사에서도 결정적인 중요성을 가진다.

### 아테나이의 패권
페르시아는 그리스 정복에 실패했지만 여전히 동방의 전제국가로 건재하였으며, 그 위협은 사라지지 않았다. 그리하여 아테나이를 맹주로 하는 해상 동맹인 델로스 동맹이 탄생하였다.
규약에 의하면 동맹시는 일정한 병력과 함선을 제공하거나, 그것이 불가능 할때는 자금을 제공하기로 되어 있었다. 그러나 후자가 대부분이었다. 아테나이는 동맹시들의 분노를 잠재우고 제국의 길을 택하였다. 이것은 페르시아의 위협이 완전히 사라지지 않았고 아테나이 내부의 사회, 경제적인 이유에서이다. 동맹을 해체하고 전쟁 이전의 상황으로 돌아간다는 것은 아주 위험한 일이었다. 해상동맹의 공납금과 해상무역에서 아테나이의 패권은 기원전 5세기 이후의 아테나이 경제 번영의 가장 중요한 동기였다.

### 아테나이의 민주 정치
상공인의 경제적 지위나 발언권도 증대하였다. 그리하여 클레이스테네스에 의하여 기초가 마련된 아테나이의 민주정치는 페르시아 전쟁 후에 더욱 발달하였다. 에피알테스는 아레이오 파고스 회의의 권한을 대폭 축소시켰다. 이후에 페리클레스의 민주정치시대가 완성된다(기원전 457~429년경).
또 민회의 권한이 대폭 강화되었다. 500인회의 권한이 민회에 제출할 의안의 준비와 민회에서의 결정사항을 집행할 정도로 축소된 것이다. 다음으로 10명의 장군들의 권한이 확대되어 아레이오 파고스 회의의 권한을 완전히 누른것이다. 페리클레스가 30년 가까이 아테나이를 지도할 수 있었던 것은 장군으로서 매년 민회에 거듭 당선되었기 때문이다. 수당제의 확대와 국고부담을 조금이라도 줄이기 위하여 페리클레스는 부모가 다 시민권을 가진 자에게만 한정하는 시민권 제한법을 만들었다(이는 로마와 아주 대조되는 현상이었다).
국고에 의한 수당제의 확대와 철저한 추첨제, 그리고 1년 임기제는 시민으로서 원한다면 누구나 공직을 맡을 수 있게 하는 것이며, 민회의 권한 강화는 시민 누구나가 국정에 참여 할 수 있는 직접민주주의를 의미하는 것이다. 수적으로는 많은 수가 참여하는 민주제는 아니었으나 평등한 정신에 입각한 민주제였다.
이러한 민주제는 유능하고 헌신적인 지도자가 없을 경우에는 아테나이식의 민중지배가 쉽게 혼란에 빠지고, 이른바 중우정치로 타락할 위험성을 언제나 내포하고 있었다.

### 펠로폰네소스 전쟁
기원전 431년에 시작하여 기원전 404년까지 계속된 펠로폰네소스 전쟁은 아테나이의 패배로 끝을 맺고 그리스의 주도권은 스파르타가 쥐게 된다.
| 아테나이스파르타밀레토스 (이오니아)포카이아 (이오니아)히오스 섬 (이오니아)사모스 섬 (이오니아)델로스 섬 (이오니아)마라톤 전투테르모필레 전투살라미스 해전마케도니아동부 트라키아서부 트라키아헬레스폰토스 해협 · ·다르다넬스 해협아이고스포타모이 해전class=notpageimage\| 기원전 5세기의 고대 그리스의 위치지도 |

## 기원전 4세기
스파르타의 후원 하에 아테나이에는 30인 참주 정치가 시행되나 그들의 공포정치는 반항을 불러 일으켜 얼마 안가서 민주정치가 회복되었다. 스파르타는 그리스 제국들에게 아테나이가 걷었던 것보다 고액의 공납금을 요구하고 마침 페르시아의 분쟁을 틈타서 소아시아에 군대를 파견했으나 실패하게 된다. 이를 틈타서 아테나이 외 제국들은 동맹시를 규합하여 테바이를 중심으로 결합하였다.
아테나이는 제2차 해상동맹을 결성하고 테바이와도 동맹을 맺었으나, 테바이의 급신장으로 동맹도 곧 깨진다. 메세니아가 해방되고 스파르타는 그 지도력을 상실하여 곧 테바이가 지도적 위치에 서게 된다. 그러나 테바이는 아테나이와 같은 재력이나 문명을 가지고 있지 않았을뿐더러 지도자의 전사로 곧 패권도 사라지게 된다.
펠로폰네소스 전쟁 이후 아테나이ㆍ테바이ㆍ스파르타 사이의 패권 다툼은 그 누구에게도 결정적인 승리를 주지않고, 개별적인 폴리스의 자유와 독립을 고수하려는 분립주의를 더욱 강화시켰다. 이에 따라 폴리스 상호간의 대립과 분쟁을 격화시킴으로 그리스 정치정세를 혼란과 무정부 상태로 만들었다.
정치의 혼란과는 달리 경제에서는 여전히 발전하는 듯 보였다. 농업 생산력이 증가하였으며, 아테나이의 '올빼미 은화' 등과 각 폴리스들의 풍부한 화폐는 상업과 무역의 발달을 촉진시켰다.
그리스는 원래 자원이 빈약한 곳으로 많은 양의 식량을 수입해야 했다. 기원전 5세기의 인구증가는 이러한 경향을 촉진 시켰다. 그러나 식민시나 외국의 농업과 공업의 발달로 해외시장이 현저하게 줄어들었다. 이러한 해상무역의 축소는 실업자를 증가시키고, 빈민을 축소 시켰다. 폴리스들은 불안한 사태가 일어나기 시작했다. 공직을 싫어하며, 군역을 기피하기 시작하여 용병이 나타나기 시작했다.
기원전 4세기의 폴리스들은 본래의 시민공동체라는 성격을 점차 상실하게 된다. 기원전 4세기 후반에는 신흥 마케도니아 왕국에게 흡수 된다.

## 같이 보기
- 고전 고대
- 서양고전학
- 그리스